# Płociczno (Poméranie)
Pour les articles homonymes, voir Płociczno.
Płociczno est une localité polonaise de la gmina rurale de Kaliska située dans le powiat de Starogard en voïvodie de Poméranie. Elle se trouve à environ 22 kilomètres à l'ouest de Starogard Gdański et 58 km au sud-ouest de la capitale régionale Gdańsk.

## Géographie

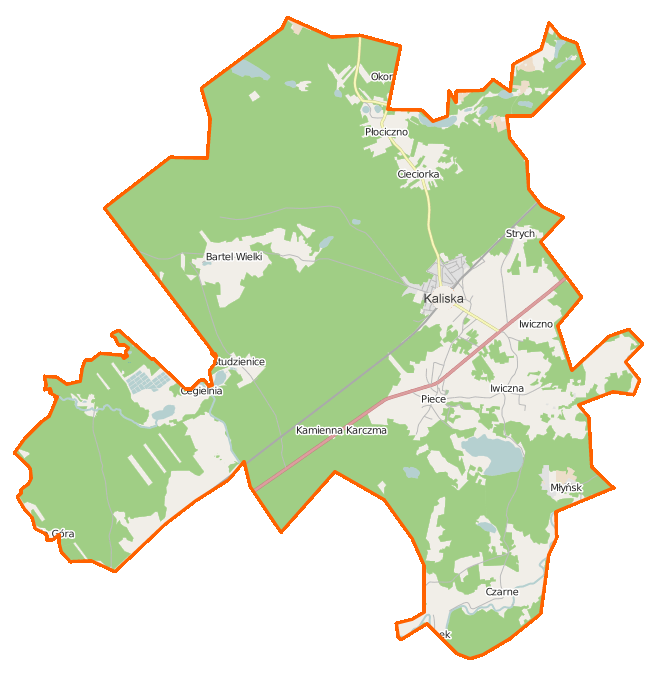
Carte de la gmina de Kaliska.